# Fő a kényelem!
A Fő a kényelem! a Frakk, a macskák réme című rajzfilmsorozat első évadjának ötödik része.

## Cselekmény
Igazi tor-túra veszi kezdetét a macskák számára, amikor egy vasárnap délután Frakk mindent elkövet, hogy ne hagyja őket pihenni.

## Alkotók
- Rendezte: Cseh András, Macskássy Gyula
- Írta: Bálint Ágnes
- Zenéjét szerezte: Pethő Zsolt
- Hangmérnök: Bársony Péter
- Vágó: Czipauer János
- Tervezte: Várnai György
- Háttér: Szálas Gabriella
- Asszisztensek: Hajnal Kornél, Spitzer Kati
- Színes technika: Dobrányi Géza, Fülöp Géza
- Gyártásvezető: Ács Karola
- Produkciós vezető: Gyöpös Sándor, Kunz Román

Készítette a Magyar Televízió megbízásából a Pannónia Filmstúdió

## Szereplők
- Frakk: Szabó Gyula
- Lukrécia: Schubert Éva
- Szerénke: Váradi Hédi
- Károly bácsi: Rajz János
- Irma néni: Pártos Erzsi